# Jacques Matabisi
 (septembre 2017).
Si vous disposez d'ouvrages ou d'articles de référence ou si vous connaissez des sites web de qualité traitant du thème abordé ici, merci de compléter l'article en donnant les références utiles à sa vérifiabilité et en les liant à la section « Notes et références ».
Jacques Matabisi Iyualeke Ilande, né le 18 mai 1934 à Bokoro dans la province de Bandundu au Congo-Belge, actuelle République démocratique du Congo et mort le 27 août 1996 à Johannesbourg en Afrique du Sud, est un homme politique congolais. 

## Biographie
De confession catholique, Matabisi était très croyant. C'est pour cette raison qu'il est nommé secrétaire générale de la Jeunesse Ouvrière Chrétienne (JOC) non seulement pour le Congo-Belge, mais également pour le Rwanda et le Burundi. Il a longuement travaillé avec Joseph Cardijn, qui en est le fondateur. 
Ayant poursuivi ses études dans le séminaire de Bokoro, il se déplace par la suite à Bruxelles et Grenoble, entre autres, pour suivre des formations en physique-chimie.  
Sa carrière politique démarre en 1962. Il est tout d'abord nommé sénateur. Ensuite, le premier président congolais Joseph Kasa-Vubu nomme Matabisi ministre des affaires sociales, de la jeunesse et des sports dans le gouvernement Évariste Kimba. 
Le 24 novembre 1965, Mobutu Sese Seko mène un coup d'état contre Joseph Kasa-Vubu et le gouvernement de Tshombe. Ce coup d’État est acclamé et accepté de tous[réf. nécessaire]. 
Mobutu devient alors le deuxième président de la République démocratique du Congo, qu'il rebaptise Zaïre. Mobutu dissout alors tous les partis existants pour fonder le MPR ainsi que le JMPR[Quoi ?]. Il nomme ainsi ,Jacques Matabisi, secrétaire générale de la JMPR, poste qu'il va occuper de 1966 à 1969. 
En 1970, il est nommé commissaire de la ville de Kinshasa. Ensuite, il devient commissaire provinciale (l'équivalent de vice-gouverneur) à Kivu. 
En 1971, il est également commissaire provinciale de l'Équateur et, par la suite, de nouveau muté à Kinshasa pour remplacer le gouverneur Eugène N'Djoku, malade et en incapacité d'exercer son poste. Il devient alors vice-gouverneur de Kinshasa. Matabisi exerce le rôle de gouverneur de la province du Kasaï-Oriental en 1976. De 1976 à 1979, il est gouverneur à Kivu.  
Il retourne à Kinshasa et devient le PDG de CADEZA, la Caisse générale d’épargne du Zaïre et président de l'assemblée générale.  
Matabisi a aussi été président de l'équipe de football Saint-Paul, qui devient par la suite le FC Barumbu, club kinois de première division pendant une vingtaine d'années. 
Il meurt le 27 août 1997 à Johannesbourg. Il était à ce moment-là, vice-ministre des Travaux publics aménagement du territoire ainsi que président des Sages du MPR et également conseiller de la République.

## Vie privée
Il était l'époux de Masia Sindani avec qui, il eut 7 enfants dont 6 filles et un garçon[réf. nécessaire].